# Stolperstein in Norderstedt

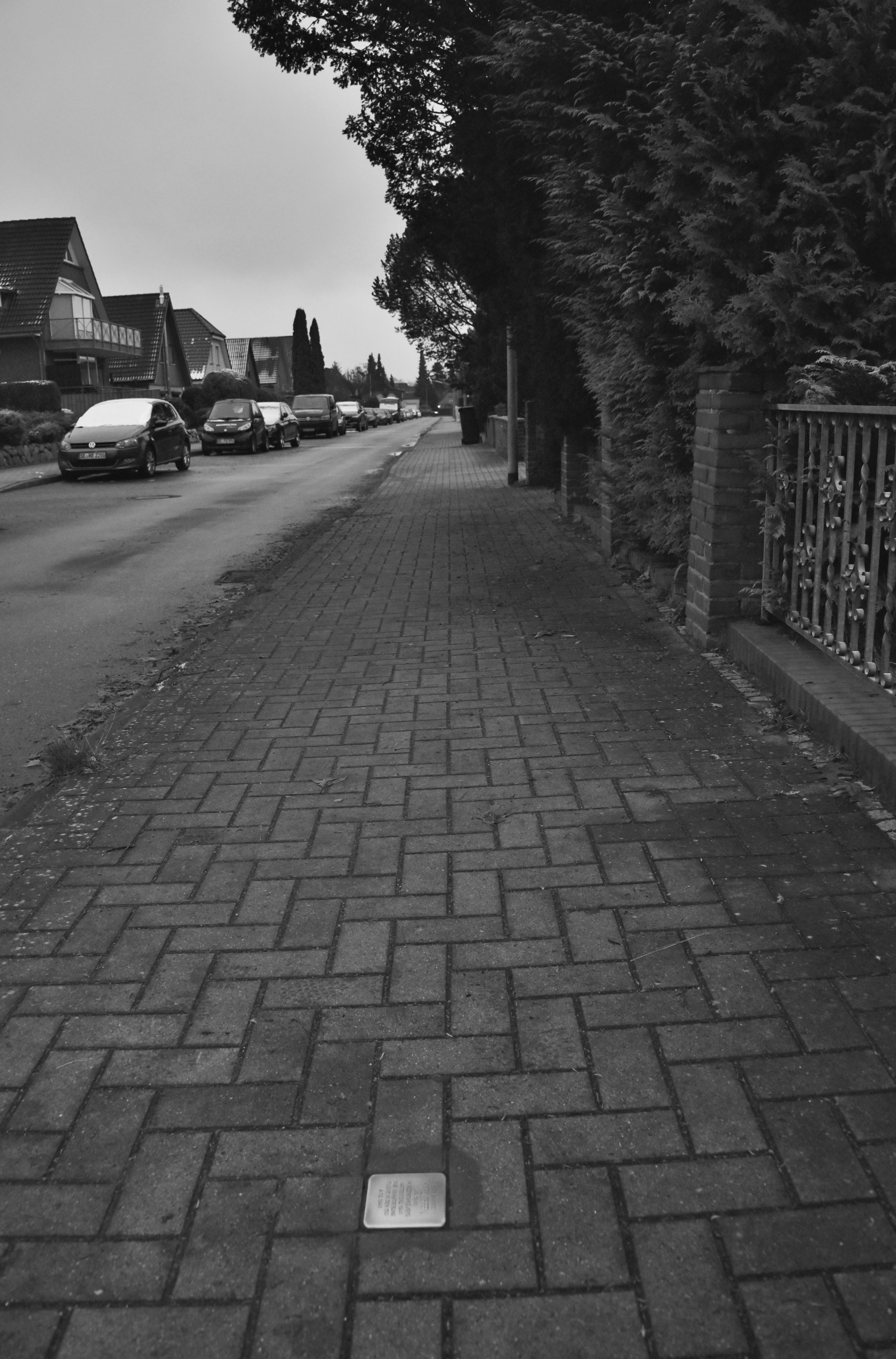
Stolperstein für Karl Offen

Der Stolperstein in Norderstedt ist dem Widerstandskämpfer Karl Offen gewidmet. Stolpersteine werden vom Kölner Künstler Gunter Demnig in weiten Teilen Europas verlegt. Sie erinnern an das Schicksal der Menschen, die von den Nationalsozialisten ermordet, deportiert, vertrieben oder in den Suizid getrieben wurden und liegen im Regelfall vor dem letzten selbstgewählten Wohnsitz des Opfers.

## Stolperstein
| Stolperstein | Inschrift | Verlegeort      | Name, Leben |
| ------------ | --- | --------------- | --- |
|              | HIER WOHNTE KARL OFFEN JG. 1890 IM WIDERSTAND / SPD HAFTBEFEHL 1941 VOR INHAFTIERUNG FLUCHT IN DEN TOTD 4.12.1941 | Apmannsweg 23 · | Karl Offen wurde am 3. Januar 1890 in Hamburg geboren. Er war Tischler. Ab 1908 war er Mitglied im gewerkschaftlichen Holzarbeiterverband, ab 1924 war Offen auch Mitglied der SPD. Im Jahr 1934 heiratete er Elsa Gerhard (geboren 1900 in Hamburg), die seit 1918 Mitglied der SPD war und Mitglied des Metallarbeiterverbandes, sie engagierte sich auch im Betriebsrat. Die Ehe blieb kinderlos. Beide wohnten in Friedrichsgabe. Nach der Machtergreifung durch die Nationalsozialisten war Offen im Widerstand tätig, verteilte unter anderem Propagandamaterial. Karl Offen war für den Tischlermeister Wilhelm Stürzenbecher in Garstedt tätig, dieser war Mitglied der NSDAP und Ortswart der KdF. Im November 1941 kam es zu einem Eklat zwischen Offen und seinem Chef, Offen hatte die Uhr vorgestellt, damit seine Arbeitszeit verkürzt, Stürzenbecher erwischte ihn dabei. Der ebenfalls herbeigerufene Ortsvorsitzende der Deutschen Arbeitsfront (DAF), Karl Kords, erfuhr von den Lehrlingen, dass Karl Offen auf sie politische eingewirkt hätte, hätte ihnen gesagt, dass man in den Radionachrichten nicht die Wahrheit über den Krieg sage. Kords forderte daraufhin beim Betriebswalter der DAF, Willi Piel, einen Bericht über Offen an. Dieser gelang über die Geschäftsstelle des DAF unter ungeklärten Umständen zur Gestapo. Nach der Auseinandersetzung mit Stürzenbecher hatte Karl Offen gekündigt und sich freiwillig beim Sicherheits- und Hilfsdienst (SHD) gemeldet. Wahrscheinlich wollte er so weiteren Nachstellungen entgehen. Am 4. Dezember 1941 wurde er ins Arbeitsamt, welches sich im Rathaus Garstedt befand, vorgeladen. Dort erwartete ihn ein Gestapo-Beamter, der ihn, Stürzenbecher und weitere Arbeitskollegen vernahm. Um 14 Uhr erfolgte seine Verhaftung, er wurde aber nochmal mit einem Gestapo-Auto nach Hause gebracht, damit er sich umziehen konnte. Seiner Frau hatte er im Rathaus noch seine Brieftasche gegeben mit den Worten „Es ist aus“. Ihr wurde seitens der Gestapo das Mitfahren im Auto verweigert. Offen nutzte einen unbeobachteten Augenblick, sperrte sich im Haus ein und schoss sich mit seiner Waffe in den Kopf. Er wurde ins Krankenhaus nach Pinneberg gebracht. Karl Offen starb am 4. November 1941 in Folge dieser zugeführten Schusswunde und entging so seinen Verfolgern. Elsa Offen war nach dem Tod ihres Mannes Schikanen ausgesetzt und wurde belauscht, ob sie sogenannte Feindsender hören würde. Nach dem Ende des Krieges erstattet Elsa Offen Ortspolizei Bericht, doch wurde der Sachverhalt nicht weiterverfolgt. Henry Willner, ebenfalls Widerstandskämpfer, erstattete im Februar 1947 Anzeige gegen Wilhelm Stürzenbecher wegen Denunziation aus politischen Beweggründen, die zum Freitod des Karl Offen führte. Die Staatsanwaltschaft von Itzehoe eröffnete eine Verfahren wegen „Verbrechen gegen die Menschlichkeit“ im Rahmen eines nationalsozialistischen Gewaltverbrechen (NSG-Verfahren) gegen Stürzenbecher, Kords und Piel. Entscheidend war die Frage, wer den von Piel geschriebenen Bericht an die Gestapo weiterleitete. Nachdem dies nicht sicher zu ermitteln war, wurde im Juni 1948 das Verfahren gegen die drei Beschuldigten eingestellt. |

## Verlegedatum
Der Stolperstein wurde vom Künstler Gunter Demnig persönlich am 1. Dezember 2015 verlegt.